# 斯皮恩河
斯皮恩河（英語：River Spean）是一條位於蘇格蘭高地的河流，從拉根湖向西流出，然後在大峽谷流入至洛希河。幾乎整條河流都在A86公路旁，從西面的拉根湖至東面的斯皮恩布里奇。